# Molophilus (Eumolophilus) sabethoides
Molophilus (Eumolophilus) sabethoides is een tweevleugelige uit de familie steltmuggen (Limoniidae). De soort komt voor in het Neotropisch gebied.